# Peter Pichler (Musiker)

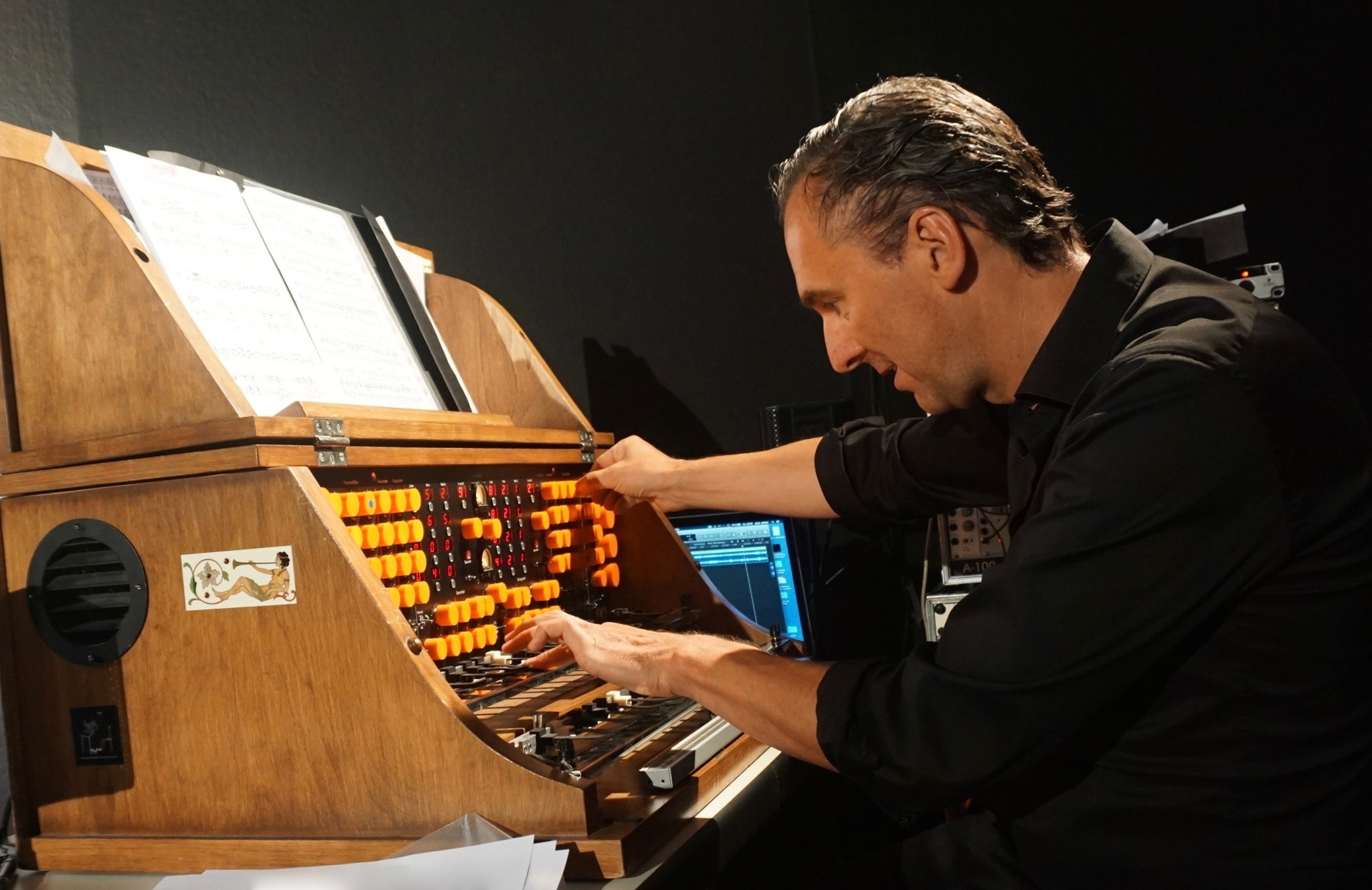
Peter Pichler am Mixturtrautonium

Peter Pichler (* 1967) ist ein deutscher Musiker, Komponist und Musikproduzent. Er spielt das Trautonium, komponiert für dieses Instrument und tritt damit live auf.

## Leben
Peter Pichler wächst in München auf und gründet mit 14 Jahren die Punkband Condom und wurde für die erste Single der Band wegen „obrigkeitsbeleidigenden Textgutes“ angeklagt, aufgrund seines jugendlichen Alters aber nur zur Ableistung von Sozialstunden verurteilt. Pichler studierte klassische Gitarre und Renaissancelaute am Mozarteum Salzburg, dem Leopold-Mozart-Konservatorium Augsburg und der Musikhochschule Karlsruhe.
Er ist Preisträger des bayerischen Förderpreises sowie des Musikstipendiums der Landeshauptstadt München. Er komponiert für Film, Fernsehen und Theater (z. B. Münchner Kammerspiele) und ist als Musiker, musikalischer Leiter und Arrangeur bei Peter Licht, Funny van Dannen und Hans-Söllner-Produktionen beteiligt, sowie als Komponist, musikalischer Dramaturg und Musiker bei diversen freien und öffentlichen Theaterinszenierungen.
In den 90er Jahren tourte er beim Independent-Label Trikont mit seiner Avantgarde-Popband No Goods durch Europa. 2025 erscheint sein Album Ins Nichts mit ihm.

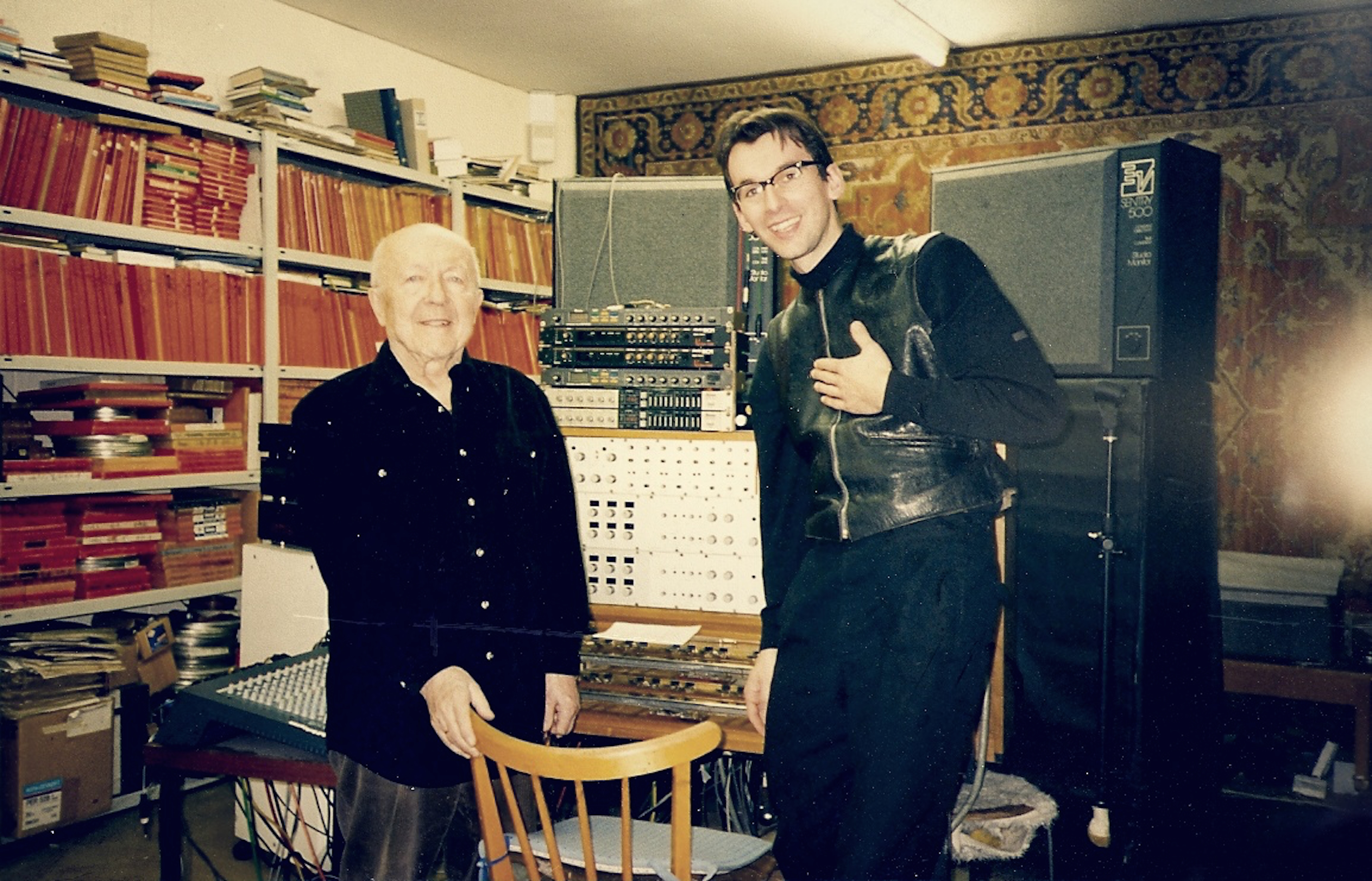
Oskar Sala (links) und Peter Pichler (rechts) in Sala's Studio 1996

## Trautonium
Pichler wurde 1988 auf das Instrument aufmerksam und lernte den Trautoniumspieler und -mitentwickler Oskar Sala 1996 persönlich kennen. Er befasste sich intensiv mit den Möglichkeiten dieses Instruments, um es für seine Musik zu nutzen. Außerdem gibt er Konzerte und Workshops an Hochschulen und in der freien Musikszene.
Im April 2019 führte Pichler das Trautonium auf einer Konzerttournee durch Australien erstmals dem Publikum vor. Im März 2021 präsentierte er das Trautonium beim Festival della Canzione in Sanremo. Er unterstützte dort die Band von Mirco Mariani Extraliscio. Seit Januar 2024 unterstützt und begleitet Peter Pichler die Inszenierung Als lebten wir in einem barmherzigen Land in den Münchner Kammerspielen live am Mixturtrautonium.

## Theater (Auszug)
- 2021: Die Verurteilung des Lukullus, Staatsoper Stuttgart
- 2024: Als lebten wir in einem barmherzigen Land, Münchner Kammerspiele

## Auszeichnungen (Auszug)
- 2013: Stipendium für Musik[10]
- 2013: Inszenierungs- und Darstellerpreis der 9. Wasserburger Theatertage (Regie: Peter Pichler)[11]